# 7958 Leakey
Leakey (asteróide 7958) é um asteróide da cintura principal, a 1,7325271 UA. Possui uma excentricidade de 0,0770331 e um período orbital de 939,38 dias (2,57 anos).
Leakey tem uma velocidade orbital média de 21,73931101 km/s e uma inclinação de 21,9713º.
Este asteróide foi descoberto em 5 de Junho de 1994 por Carolyn Shoemaker, Eugene Shoemaker.